# Broadwell, Oxfordshire
Broadwell är en ort och civil parish i Storbritannien.   Den ligger i grevskapet Oxfordshire och riksdelen England, i den södra delen av landet, 110 km väster om huvudstaden London.